# Struttura intelligente
Si definiscono strutture intelligenti, in inglese smart structures,  quelle in grado di monitorizzare il loro stato nel tempo ed eventualmente reagire opportunamente in funzione delle sollecitazioni cui sono sottoposte.
Applicazioni classiche sono lo smorzamento di vibrazioni e le strutture adattative.
Nel primo caso, la struttura, ad esempio un'ala d'un aeromobile, è in grado di smorzare le vibrazioni dovute ai carichi aerodinamici variabili in maniera attiva, aumentando le capacità di manovra e riducendo il danneggiamento da fatica meccanica. Un'applicazione del genere richiede forze di entità rilevante e azioni quasi istantanee, che non sono facilmente generabili.
Le strutture adattative reagiscono più lentamente e compensano solo carichi quasi statici o effetti di scorrimento. Ad esempio si può pensare ad una struttura con cavi in acciaio dal tensionamento variabile.
Le azioni esterne sulla struttura producono sforzi e deformazioni. Attraverso l'uso di sensori si possono monitorare le deformazioni, anche in maniera dinamica. Le informazioni fornite dai sensori vengono inviate ad un elaboratore che in tempo reale calcola la risposta opportuna da fornire attraverso gli attuatori.
Una buona struttura intelligente richiede un'attuazione semplice e un dispendio di energia non eccessivo. La presenza degli attuatori e dei sensori non deve modificare le caratteristiche meccaniche della struttura e in particolare ridurne i carichi massimi. I candidati ideali a costituire una struttura intelligente sono i materiali compositi nei quali è possibile integrare i sensori e gli attuatori.
Attualmente le strutture intelligenti sono in uno stadio sperimentale e le prime applicazioni si limitano all'introduzione di sensori per il monitoraggio strutturale, in campi diversi quali l'ingegneria civile, per il monitoraggio di strutture quali ponti, viadotti, gallerie, e all'ingegneria aerospaziale per il monitoraggio di particolari strutturali e pannelli in composito.
I candidati come sensori sono quelli basati sulle fibre ottiche e sui materiali piezoelettrici, che consentono, in virtù delle loro dimensioni, l'integrazione con la struttura, e architetture distribuite.
Gli attuatori potrebbero essere materiali piezolettrici, che hanno la funzione duale di sensore e attuatore o motori elettrici e idraulici per applicazioni in cui la risposta della struttura non è distribuita.